# Tetramerisierung
Als Tetramerisierung, auch Cyclotetramerisierung, bezeichnet man die Vereinigung von vier Molekülen, den Monomeren, zu einem Tetramer. Die dabei entstehenden Stoffe enthalten meist einen Achtring.  

Tetramerisierung von Acetylen zu Cycloacta-1,3,5,7-tetraen (THF = Tetrahydrofuran).

In der Chemie handelt es sich im Allgemeinen um die Vereinigung von vier identischen Molekülen zu einem neuen Molekül durch Additionsreaktionen. Das Tetramer hat somit die vierfache Molekülmasse des Ausgangsstoffes. Bei der Tetramerisierung entstehen oft auch noch Trimere und höhere Nebenprodukte, eben höhere Oligomere.
Die Cyclotetramerisierung von Acetylen liefert in Gegenwart katalytischer Mengen Nickelcyanid in Tetrahydrofuran in 70%iger Ausbeute  Cycloacta-1,3,5,7-tetraen. Diese im technischen Maßstab durchgeführte Chemie basiert auf Arbeiten von Walter Reppe (1892–1969).
Wenn man Acetylen bei  60–70 °C in Gegenwart von Katalysatoren wie Tricarbonyl(triphenylphosphin)nickel(0) oligomerisiert, entsteht neben dem Trimerisierungsprodukt Benzol (88 %  Ausbeute) auch das Tetramerisierungsprodukt Styrol (12 % Ausbeute).
In der Biochemie können Tetramere (z. B. tetramere Proteine) aus gleichen (homotetramer) oder unterschiedlichen (heterotetramer) Untereinheiten aufgebaut sein.